# Lampronycteris brachyotis
Lampronycteris brachyotis е вид бозайник от семейство Phyllostomidae, единствен представител на род Lampronycteris.

## Разпространение
Видът е разпространен в няколко страни от Централна и Южна Америка. Среща се в Белиз, Бразилия, Колумбия, Коста Рика, Френска Гвиана, Гватемала, Гвиана, Мексико, Никарагуа, Панама, Перу, Суринам, Тринидад и Тобаго и Венецуела.